# Kenyai veréb
A kenyai veréb (Passer rufocinctus) a madarak osztályának verébalakúak (Passeriformes)  rendjébe és a verébfélék (Passeridae) családjába tartozó faj.

## Rendszerezése
A fajt Gustav Fischer és Anton Reichenow írták le 1884-ben.

## Előfordulása
Kelet-Afrikában, Kenya és Tanzánia területén honos. Természetes élőhelyei a szubtrópusi vagy trópusi magaslati füves puszták és cserjések, valamint szántóföldek és városi régiók. Állandó, nem vonuló faj.

## Megjelenése
Testhossza 14 centiméter, testtömege 25-32 gramm.

## Természetvédelmi helyzete
Az elterjedési területe nagyon nagy, egyedszáma pedig stabil. A Természetvédelmi Világszövetség Vörös listáján nem fenyegetett fajként szerepel.